# Scytalopus krabbei
Scytalopus krabbei — вид воробьиных птиц из семейства топаколовых. Видовое название присвоено в честь орнитолога Нильса Краббе.
Обитают в Андах, в подлеске тропических лесов Перу и Колумбии. Впервые ученый наблюдал представителей вида в 1983 году и тогда же записал её пение. Вид был признан самостоятельным на основании этих записей и анализа ДНК много лет спустя. Существует лишь небольшое количество изображений Scytalopus krabbei.
Летают эти птицы с трудом. Пищу находят на поверхности земли — между камней, корней и во мху.